# Carasco (granata)
La bomba Carasco fu una granata incendiaria italiana impiegata dal Regio Esercito durante la prima guerra mondiale.

## Storia
La Carasco entrò in servizio nel 1915, ma nel 1917 la produzione era già stata interrotta e la granata venne utilizzata fino all'esaurimento delle scorte. 

## Tecnica[1]
La granata venne prodotta in due varianti una più piccola con circa 500 grammi di materiale incendiario e una più grande con 1000 grammi dello stesso materiale. Il corpo della bomba era cilindrico ed era composto da un sottile strato di lamiera stagnata, da un fondello inferiore e un coperchio nella parte superiore che conteneva un pozzetto con circa 20 grammi di polvere nera e il bocchino di piombo, nel quale era contenuta la miccia che terminava con un sfera fosforosa, superiormente si trovava un tappo in lamierino sigillato con della carta catramata, che chiudeva il tutto.
Nei primi modelli per innescare l'arma bastava togliere lo strato di carta intorno al tappo e ruotarlo, provocando così l'accensione per sfregamento della sfera fosforosa, tuttavia questa tecnica si rivelò inefficace, poiché a causa della sua fragilità la capocchia si disintegrava senza accendersi, quindi si passò ad una versione con il tappo più grande dove all'interno di esso era presente della carta abrasiva che andava sfregata a mano sulla capocchia.
Una volta accesa la miccia questa dopo 6/7 secondi faceva esplodere la carica di polvere nera contenuta nel coperchio che proiettava intorno, in un raggio d'efficacia di circa 5 metri, il materiale incendiario, composto nella versione grande da cotone impastato di zolfo e polvere di carbone oppure da cartone imbevuto di petrolio e benzina nella versione piccola.
Entrambe le versioni non erano molto efficaci, infatti si preferivano le Thevenot AF o altri tipi di petardi incendiari.